# Fußball-Weltmeisterschaft 1982/Frankreich
Dieser Artikel behandelt die französische Nationalmannschaft bei der Fußball-Weltmeisterschaft 1982 in Spanien.

## Qualifikation
Frankreichs Europa-Gruppe 2 war die schwerste Qualifikationsgruppe mit Mannschaften wie dem Vize-Weltmeister Niederlande, Vize-Europameister Belgien und den starken Iren. Dennoch konnte Frankreich sich für die WM hinter Belgien qualifizieren. Die Niederlande mussten überraschend zu Haus bleiben.
| Zypern      | - | Frankreich  | 0:7 (0:4) |
| Frankreich  | - | Irland      | 2:0 (1:0) |
| Niederlande | - | Frankreich  | 1:0 (0:0) |
| Frankreich  | - | Belgien     | 3:2 (3:1) |
| Belgien     | - | Frankreich  | 2:0 (1:0) |
| Irland      | - | Frankreich  | 3:2 (3:1) |
| Frankreich  | - | Niederlande | 2:0 (0:0) |
| Frankreich  | - | Zypern      | 4:0 (2:0) |

## Französisches Aufgebot
| Nummer / Name | Nummer / Name        | Aktueller Verein    | Geburtstag | Sp.      | Tor      | Rot      | Gelb     |
| Torhüter      | Torhüter             | Torhüter            | Torhüter   | Torhüter | Torhüter | Torhüter | Torhüter |
| ------------- | -------------------- | ------------------- | ---------- | -------- | -------- | -------- | -------- |
| 1             | Dominique Baratelli  | Paris Saint-Germain | 26.12.1947 | 0        | 0        | 0        | 0        |
| 21            | Jean Castaneda       | AS Saint-Étienne    | 20.03.1957 | 1        | 0        | 0        | 0        |
| 22            | Jean-Luc Ettori      | AS Monaco           | 29.07.1955 | 6        | 0        | 0        | 0        |
| Abwehr        |                      |                     |            |          |          |          |          |
| 2             | Manuel Amoros        | AS Monaco           | 01.02.1962 | 5        | 0        | 0        | 2        |
| 3             | Patrick Battiston    | AS Saint-Étienne    | 12.03.1957 | 3        | 0        | 0        | 0        |
| 4             | Maxime Bossis        | FC Nantes           | 25.06.1955 | 6        | 1        | 0        | 0        |
| 5             | Gérard Janvion       | AS Saint-Étienne    | 21.08.1953 | 6        | 0        | 0        | 0        |
| 6             | Christian Lopez      | AS Saint-Étienne    | 15.03.1953 | 4        | 0        | 0        | 0        |
| 7             | Philippe Mahut       | FC Metz             | 04.03.1956 | 1        | 0        | 0        | 0        |
| 8             | Marius Trésor        | Girondins Bordeaux  | 15.01.1950 | 7        | 1        | 0        | 0        |
| Mittelfeld    |                      |                     |            |          |          |          |          |
| 9             | Bernard Genghini     | FC Sochaux          | 18.01.1958 | 5        | 2        | 0        | 1        |
| 11            | René Girard          | Girondins Bordeaux  | 04.04.1954 | 5        | 1        | 0        | 0        |
| 12            | Alain Giresse        | Girondins Bordeaux  | 02.09.1952 | 6        | 3        | 0        | 1        |
| 13            | Jean-François Larios | AS Saint-Étienne    | 27.08.1956 | 2        | 0        | 0        | 0        |
| 10            | Michel Platini       | Juventus Turin      | 21.06.1955 | 5        | 2        | 0        | 0        |
| 14            | Jean Tigana          | Girondins Bordeaux  | 23.06.1955 | 5        | 0        | 0        | 1        |
| Angriff       |                      |                     |            |          |          |          |          |
| 15            | Bruno Bellone        | AS Monaco           | 14.03.1962 | 1        | 0        | 0        | 0        |
| 16            | Alain Couriol        | AS Monaco           | 24.10.1958 | 3        | 1        | 0        | 0        |
| 17            | Bernard Lacombe      | Girondins Bordeaux  | 15.08.1952 | 3        | 0        | 0        | 0        |
| 18            | Dominique Rocheteau  | Paris Saint-Germain | 14.01.1955 | 4        | 2        | 0        | 0        |
| 19            | Didier Six           | VfB Stuttgart       | 25.09.1955 | 7        | 2        | 0        | 0        |
| 20            | Gérard Soler         | Girondins Bordeaux  | 29.03.1954 | 6        | 1        | 0        | 1        |
| Trainer       |                      |                     |            |          |          |          |          |
|               | Michel Hidalgo       |                     | 22.03.1933 |          |          |          |          |

## Französische Spiele bei der WM 1982

### Vorrunde (Gruppe 4)
- Frankreich – England 1:3 – Tore: 0:1 Robson (1. Min.), 1:1 Soler (25. Min.), 1:2 Robson (66. Min.), 1:3 Mariner (82. Min.)
- Frankreich – Kuwait 4:1 – Tore: 1:0 Genghini (30. Min.), 2:0 Platini (42. Min.), 3:0 Six (48. Min.), 3:1 al-Buloushi (75. Min.), 4:1 Bossis (90. Min.)
- Frankreich – Tschechoslowakei 1:1 – Tore: 1:0 Six (66. Min.), 1:1 Panenka (84. Min., Foulelfmeter)

Frankreich qualifizierte sich für die nächste Runde als Gruppenzweiter hinter England nur aufgrund des blamablen 1:1-Unentschieden der Tschechoslowakei gegen Kuwait.

### Zwischenrunde
- Frankreich – Österreich 1:0 – Tor: 1:0 Genghini (39. Min.)
- Frankreich – Nordirland 4:1 – Tore: 1:0 Giresse (33. Min.), 2:0 Rocheteau (47. Min.), 3:0 Rocheteau (63. Min.), 3:1 Armstrong (75. Min.), 4:1 Giresse (80. Min.)

### Halbfinale
- Frankreich – Deutschland 3:3 n. V., 4:5 i. E. – Tore: 0:1 Littbarski (17. Min.), 1:1 Platini (26. Min. per Foulelfmeter), 2:1 Tresor (92. Min.), 3:1 Giresse (98. Min.), 3:2 Rummenigge (102. Min.), 3:3 Fischer (108. Min.)
  - Tore im Elfmeterschießen für Frankreich: Giresse, Amoros, Rocheteau, Platini
  - Tore im Elfmeterschießen für Deutschland: Kaltz, Breitner, Littbarski, Rummenigge, Hrubesch
  - Verschossene Elfmeter für Frankreich: Six, Bossis
  - Verschossene Elfmeter für Deutschland: Stielike

### Spiel um den dritten Platz
- Frankreich – Polen 2:3 – Tore: 1:0 Girard (13. Min.), 1:1 Szarmach (41. Min.), 1:2 Majewski (44. Min.), 1:3 Kupcewicz (46. Min.), 2:3 Couriol (73. Min.)

Michel Hidalgo ließ im Spiel um den dritten Platz all die Spieler antreten, die bisher noch nicht bei diesem Turnier zum Einsatz gekommen waren. Ohne Spieler wie Platini, Genghini oder Giresse war die Mannschaft nur noch die Hälfte wert und vor allem die Enttäuschung des so bitteren Ausscheidens im Halbfinale tat ihr Übriges, dass die Mannschaft gegen Polen nicht viel entgegenzusetzen hatte. Dennoch war der vierte Platz der größte Erfolg für Frankreich seit dem dritten Platz bei der Weltmeisterschaft 1958 in Schweden und war Grundstock für den Gewinn der Europameisterschaft 1984 im eigenen Land.